# Ludwig Heise
Ludwig August Wilhelm Heise (* 12. März 1815 in Giebichenstein; † 1882) war ein deutscher Verwaltungs- und Ministerialbeamter, Parlamentarier und Unternehmer.

## Leben
Ludwig Heise besuchte das Gymnasium in Eisleben. Von 1835 bis 1838 studierte er Rechtswissenschaften an der Friedrichs-Universität Halle. Zu Beginn des Studiums wurde er Mitglied des Corps Saxonia Halle. Nach dem Examen wurde er in Halle (Saale) Auskultator und 1840 Referendar. 1844 erhielt er eine Anstellung als Oberlandesgerichtsassessor. 1846 wurde er zum besoldeten Stadtrat in Halle berufen. 1851 erfolgte seine Ernennung zum Staatsanwalt am Kreisgericht Halle und Justiziar der Oberpostdirektion Halle. Danach wurde er administratives Mitglied der westfälischen Eisenbahndirektion in Münster, wo er 1857 zum Regierungsrat und 1859 zum Vorsitzenden ernannt wurde. 1863 wechselte er als Vortragender Rat in das preußische Handelsministerium in Berlin. Er schied 1869 auf eigenen Wunsch aus dem Staatsdienst aus und wurde Direktor der Rechte-Oder-Ufer-Eisenbahn. Er war Gründer und Aufsichtsratsmitglied weiterer Aktiengesellschaften.
Heise war Mitglied des Preußischen Abgeordnetenhauses. Von 1855 bis zu seiner Mandatsniederlegung im Dezember 1856 war er Abgeordneter des Wahlkreises Merseburg 8. Von 1866 bis 1873 war er über drei Legislaturperioden Abgeordneter des Wahlkreises Potsdam 4 (Oberbarnim, Niederbarnim) und gehörte der Fraktion der Konservativen Partei an.

## Ehrungen
- Charakter als Geh. Oberregierungsrat